# 马琳·马修斯
马琳·马修斯（英語：Marlene Mathews，1934年7月14日—），澳大利亚女子田径运动员。她曾代表澳大利亚参加1956年和1960年夏季奥林匹克运动会田径比赛，其中1956年奥运会获得二枚铜牌。